# Josefina Bueno Alonso
Josefina Antonia Bueno Alonso (Vanves, França 1966) és una filòloga i política valenciana, va ser consellera d'Innovació, Universitats, Ciència i Societat Digital de la Generalitat Valenciana (2022-2023) al darrer govern del Botànic presidit per Ximo Puig.

## Biografia
Doctora en Filosofia i Lletres de la Universitat de Múrcia, és professora titular de Filologia Francesa de la Universitat d'Alacant (UA) des de 1992. Especialitzada en la literatura i cultura africana, ha investigat el discurs de les dones musulmanes a França. Josefina Bueno ha estat vicerectora d'extensió universitària de la UA fins al seu nomenament com a directora de la seu universitària a la capital de l'Alacantí (2008-2012).
Entra en política de la mà del PSPV-PSOE el 2015 com a directora general d'Universitat, Investigació i Ciència a la conselleria d'Educació del primer govern del president Ximo Puig. El juny de 2019 és nomenada senadora al Senat d'Espanya per designació de les Corts Valencianes on va presidir la comissió d'igualtat. El maig de 2022 fou nomenada consellera pel president Puig en substitució de l'anterior consellera Carolina Pascual al capdavant del departament d'Innovació, Universitats, Ciència i Societat Digital.
A les eleccions a les Corts Valencianes de 2023 va encapçalar la llista electoral del PSPV per la circumscripció d'Alacant aconseguint l'acta de diputada tot i que les forces signants de l'Acord del Botànic no aconseguiren revalidar el govern de la Generalitat. Poc després deixaria l'escó per tornar a la seua activitat de catedràtica de Filologia Francesa de la Universitat d'Alacant.